# Иларион Критянин
Иларион Критянин (на гръцки: Ιλαρίων ὁ Κρής), познат още като Синаит (Σιναΐτης), е православен духовник на Вселенската патриаршия, търновски митрополит (1821 – 1827, 1830 – 1838), преводач на Библията на новогръцки език (1818 – 1827), попечител на българската просвета и книгоиздаване.

## Биография
Иларион е роден в село Армаха, близо до град Ираклио на остров Крит през 1765 година със светската фамилия Камбанарис (Καμπανάρης) или Камбанаракис (Καμπαναράκης). Получава образование при Даниил Керамевс в богословското училище на остров Патмос. Приема монашество в Синайския манастир. В 1797 година заминава за Цариград и работи като учител в семейството на Константинос Хандзерис. На следващата година се премества в Букурещ. В 1804 година е назначен за игумен на Синайския метох в Цариград. В 1820 година е назначен за началник на Патриаршеската печатница в столицата.

### Преводач на Библията
В 1818 година, насърчаван от Чарлз Уилиямсън, представител в Смирна на Британското и чуждестранно библейско дружество, Иларион започва с разрешение на тогавашния патриарх Кирил VI Константинополски превод на Новия завет на новогръцки език. На следващата година той се залавя да превежда и старозаветните книги. При все съпротивата на мнозина гръцки висши духовници, начело с Матей Кизически, преводът е завършен в 1827 година. През 1828 година дружеството издава в Лондон Новия завет и Псалтира в Иларионов превод на новогръцки.

### Търновски митрополит
След избухването на Гръцкото въстание, Иларион се оттегля в манастира „Свети Георги“ на остров Халки.
На 12 юни 1821 година е ръкоположен в Синайская метох „Свети Йоан Предтеча“ в Цариград за търновски митрополит. Ръкополагането е извършено от митрополит Панарет Никомидийски. В Търново Иларион е приемник на митрополит Йоаникий, обесен от османците поради Гръцкото въстание в 1821 година. Към 1823 година новият владика влиза в спор с врачанския първенец Димитраки Хаджитошев заради събираните от тамошния (подчинен на търновската митрополия) епископ черковни данъци. Това събитие се смята за начало на борбата за българска църковна независимост.
След избора си митрополит Иларион Търновски нарежда християните от диоцеза му да платят по 7 гроша извънредна помощ и епископ Методий Врачански, глава на подчинената на Търновската митрополия Врачанска епископия, плаща на Иларион предварително 3500 гроша, които после трябва да събере от Врачанската епархия. Врачанската община обаче отказва да ги плати. Хаджитошев, който е епитроп и каза-векил, настоява пред Иларион да намали данъка. Митрополитът отговаря в 1823 година, че не може да стори това, тъй като има големи дългове към Цариградската патриаршия. Методий пък, след като установява, че не е в състояние да събере парите, иска от Иларион да му върне вноската, като изцяло обвинява Хаджитошев и така отношенията им се влошават.
Хаджитошев започва да работи за отстраняването на Методий, който от Враца се премества в Плевен. През 1824 година прави изложение срещу владиката, но плевенските първенци отказват да го подпишат. Митрополит Иларион прави опити да помири врачанската община с Методий, като ги съветва да го почитат и да му плащат дължимото, като ги заплашва, че в противен случай ще се оплаче на Високата порта. Хаджитошев се обръща към видинския паша и видинските български първенци и получава подкрепата Емануил Шишманоглу, който му пише „Я ще сам благодарен да се избавите от таков един вълк що расипва овците“ и препоръчва за врачански епископ брата на видинския митрополит Паисий, който макар и грък говорел български и, бидейки смирен, щял да пази врачанския интерес.
Епископ Методий представя Хаджитошев пред Патриаршията като бунтовник и настоява да бъде извикан в столицата. Патриаршията се оплаква на Портата и на 21 ноември 1824 година е издаден ферман за арестуването и откарването на Хаджитошев в Цариград. Конвоят с арестувания български първенец обаче е пресрещнат в Ески Заара от митрополит Иларион, който обещава да издейства отмяна на заповедта срещу 5000 гроша и Димитраки Хаджитошев подписва записна заповед за тая сума. Междувременно врачанската община моли и митрополита и Патраршията да бъде освободен Хаджитошев. Патриарх Хрисант I Константинополски пише на Иларион, че по молба на врачани се е застъпил за него пред Портата. Едно от писмата му е на български, за да може да стане известно на врачани, и гласи: „Защо сега пострада един зарад сичка епархия и тегли изиет зарад общое прегрешение, и помилува го Великая церков. Ала от сега ако прегреши некой кой да е, свекий ще по башка да тегли и да страда и восприемне жестокий суд по делом.“
След освобождението си Хаджитошев продължава борбата с Методий и Иларион, като отказва да плати парите на митрополита, въпреки заплахите. Пише махзар до Портата срещу Иларион и успява да издейства от властите да арестуват Методий и да го откарат във Видин. От своя страна Иларион издейства втори ферман за арест и откарване на Хаджитошев в Цариград, но и този път влиятелни съмишленици на Хаджитошев се застъпват пред митрополита за освобождението му. Така Иларион едновременно защитава Методий и клевети врачани пред Патриаршията, едновременно пред врачани се представя като покровител на Хаджитошев.
Вследствие на конфликта обаче Иларион е отстранен от Патриашията и на 25 януари 1827 година е заместен с Константий, дотогава кюстендилски митрополит. През ноември 1830 година Иларион „по политически причини“ е върнат на митрополитския престол.
По Иларионово време е открито първото българско училище в Търново. Той повиква през 1827 г. българина Иларион за митрополитски дякон, която длъжност последният изпълнява до 1841 г. Владиката съдейства на Неофит Рилски в превода на Новия завет и през 1834 г. го изпраща в Букурещ, за да се запознае там с взаимоучителната метода. На следващата година по негово предложение Неофит е назначен за учител в Габровското училище. Иларион подкрепя новобългарската просвета и в други селища на Търновската епархия, като Елена и Трявна. Подпомага с парични вноски издаването на учебниците Аритметика или наука числителница (1833) от Христаки Павлович и Христоития (1837) от Райно Попович. Полага грижи за устройване на епархията, въвежда воденето на кодекси (кондики) в училищата, църквите и манастирите. С негово съдействие са построени десетки нови храмове.
Иларион умира от чума на 8 февруари 1838 година и е погребан в двора на митрополитската църква „Свети Петър и Павел“.

### Завещание
Васил Манчев пише в своите „Спомени“:
| „ | за запечатване на богатството му се събрали от всички големи села всички първенци; а на четиредесетия ден от смъртта му и в присъствието на пристигналите му роднини отворили сандъците му, в които намерили едно количество от два милиона златни гроша, със завещание разпределени на роднините му, за училища, болници и за други разни общеполезни заведения в Цариград, Атина и Крит, а за епархията, от която ги събрали, нищо не оставил. | “ |

### Изгорената старобългарска библиотека в Търново
Неофит Бозвели, Петко Славейков, Георги Раковски, Христо Даскалов и Васил Берон съобщават по разкази на търновчани, че някъде към 1825 – 1831 г. Иларион разпоредил да се пробие стената в олтара на митрополитската църква за врата към двора. На това място се отворила малка зазидана стаичка, пълна със стара църковна книжнина. По-късно Константин Иречек и Марин Дринов изказват предположение, че владиката се натъкнал на част от библиотеката на търновските патриарси. След като Иларион прегледал книгите, по негова заповед част от тях били хвърлени в разпалената владишка пещ за хляб. Поради това, че повечето били писани на пергамент, а други били с кожена подвързия, се вдигнала голяма смрад из цялата околност. Останалата неизгорена книжнина била заровена в митрополитската градина. Подробно изследване на Юрдан Трифонов показва, че тази история е недостоверна.